# Schneeberg (Vaals)

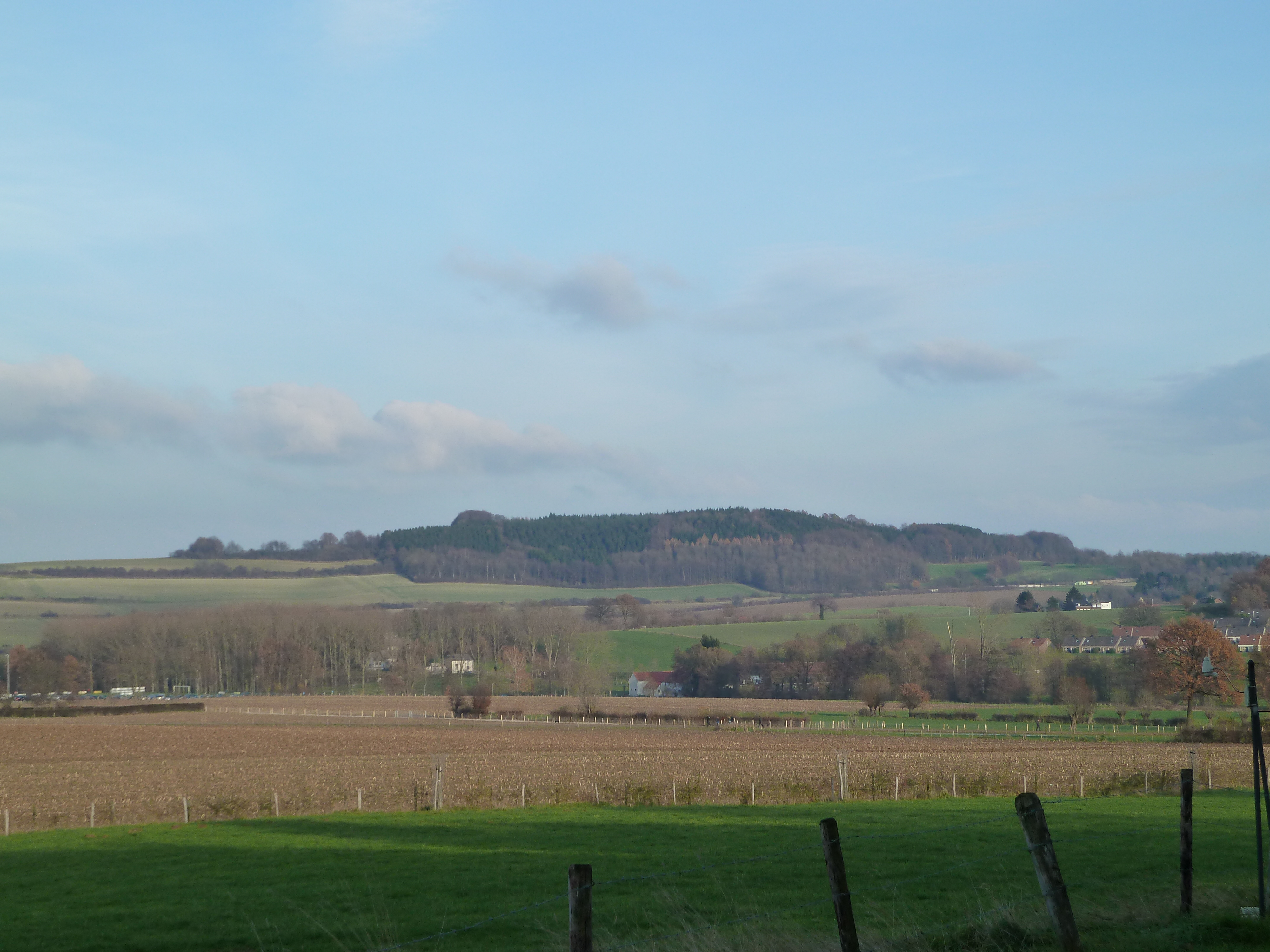
Zicht op de Schneeberg vanuit het dorp Holset

De Schneeberg of Sneeuwberg is een beboste heuvel op Duits grondgebied in het Akense stadsdeel Laurensberg, ten noorden van de Nederlandse plaats Vaals.
De Schneeberg dankt zijn naam aan de kalkgrond welke in de zomer een opvallend lichte (witte) kleur geeft in vergelijking met de omringende gronden. De heuvel maakt deel uit van het Duitse deel van het Plateau van Bocholtz, van het Vaalser Hügelland en heeft een hoogte van 257 meter boven NAP. Ten zuiden van de heuvel ligt het Selzerbeekdal.
Ten westen van de Schneeberg liggen Lemiers en met name Oud-Lemiers onderaan de voet van de helling van het plateau. Ten noordwesten van de heuvel ligt het Duitse dorp Orsbach op het plateau. Ten oosten van de beboste berg ligt de stad Aken en ten zuiden van de heuvel ligt het dorp Vaals. Aan de voet van de heuvel stroomt de Selzerbeek.
Op het plateau in de nabijheid van de Schneeberg zijn er ten tijde van de Tweede Wereldoorlog als onderdeel van de Siegfriedlinie antitankhindernissen aangelegd. Vanwege de strategisch gunstige Schneeberg van waaruit de Duitsers de omgeving van Vaals goed konden observeren, kwam Vaals gedurende enige tijd in niemandsland te liggen omdat men door vijandelijk vuur vanaf de Schneeberg Vaals niet kon innemen.